# Carroll Shelby

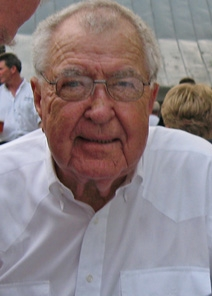
Carroll Shelby

 Carroll Shelby  (Leesburg, Texas, 11 de gener de 1923 - Dallas, 11 de maig de 2012) fou un dissenyador d'automòbils i pilot de curses automobilístiques estatunidenc, que va arribar a disputar curses de Fórmula 1.
Va néixer l'11 de gener de 1923 a Leesburg, Texas, Estats Units, i va morir l'11 de maig de 2012 a Dallas, Texas.
Fora de la F1 va guanyar les 24 hores de Le Mans de l'any 1959.

## A la F1
Va debutar a la sisena cursa de la temporada 1958 (la novena temporada de la història) del campionat del món de la Fórmula 1, disputant el 6 de juliol del 1958 el GP de França al Circuit de Reims-Gueux.
Carroll Shelby va participar en un total de vuit curses puntuables pel campionat de la F1, disputades en dues temporades diferents (1958 - 1959) i aconseguint un quart lloc com a millor classificació.

## Resultats a la Fórmula 1
| Any  | Equip                   | Xassís       | Motor        | 1   | 2   | 3       | 4   | 5       | 6       | 7     | 8      | 9     | 10     | 11  | Posició | Punts |
| ---- | ----------------------- | ------------ | ------------ | --- | --- | ------- | --- | ------- | ------- | ----- | ------ | ----- | ------ | --- | ------- | ----- |
| 1958 | Scuderia Centro Sud     | Maserati     | Maserati     | ARG | MON | HOL     | 500 | BEL     | FRA Ret | GBR 9 | ALE    |       | ITA 4* | MAR | -       | 0     |
| 1958 | Temple Buell            | Maserati     | Maserati     |     |     |         |     |         |         |       |        | POR 9 |        |     | -       | 0     |
| 1959 | David Brown Corporation | Aston Martin | Aston Martin | MON | 500 | HOL Ret | FRA | GBR Ret | ALE     | POR 8 | ITA 10 | USA   |        |     | -       | 0     |

### Resum
| Curses: | Victòries: | Pòdiums: | Poles: | Voltes ràpides: | Punts: |
| ------- | ---------- | -------- | ------ | --------------- | ------ |
| 8       | 0          | 0        | 0      | 0               | 0      |